# Губская
Гу́бская — станица в Мостовском районе Краснодарского края. Административный центр Губского сельского поселения.

## География
Станица расположена на берегу реки Губс (приток Ходзя), от которой получила название; в предгорьях, в 17 км юго-западнее посёлка городского типа Мостовской.

## История
Основана в 1861 году на бывших землях бесленеевцев.
По дороге (на р. Ржавая) к станице Хамкетинской в середине прошлого века располагался хутор Новопавловский, ныне урочище; ещё раньше (также в стороне) — хутора Назаренко и Романцев.

## Население
| 2002 | 2010  | 2021  |
| ---- | ----- | ----- |
| 3137 | ↗3221 | ↘3190 |